# Клавуліна
Клавуліна (Clavulina) — рід грибів родини клавулінові (Clavulinaceae). Описано у 1888 році.

## Будова
Плодові тіла розгалужені, деревоподібні, кущико-, пальцеподібно розгалужені, інколи прості, циліндричні або видовжено-булавоподібні, переважно світлого кольору. Тканина полодових тіл щільна, крихка, білувата. Базидії одноклітинні, циліндричні, з 1-2 спорами, які розташовані на дуже вигнутих стеригмах. Спори безбарвні.

## Види
Рід має 45 видів. Деякі з них:
- C. amethystina
- C. cartilaginea
- C. cinerea
- C. coralloides
- C. cristata — Клавуліна гребінчаста
- C. ornatipes
- C. rugosa

## Практичне використання
Види роду є їстівними низької якості.

## Поширення та середовище існування
Ростуть на ґрунті, як виключення на гнилій деревині.